# Од Хасъл
 Од Хасъл (на норвежки: Odd Hassel) е норвежки физикохимик и лауреат на Нобелова награда за химия от 1969 г.

## Биография
Роден е на 17 май 1897 г. в Кристиания (днес Осло), Норвегия. Син е на Ернст Хасъл, гинеколог, и Матилде Клавенес. През 1915 г. е приет в университета в Осло, където изучава математика, физика и химия и който завършва през 1920 г. След като си взема едногодишна почивка, заминава за Мюнхен, Германия, за да работи в лабораторията на професор Казимир Фаянс. Работата му там води до засичането на абсорбционните индикатори. След като се премества в Берлин, Хасъл работи за института Кайзер Вилхелм, където прави изследвания върху рентгеновата кристалография. По-нататъшната му дейност е финансирана със стипендия от фонда Рокфелер, получена с помощта на Фриц Хабер. През 1924 г. получава докторска степен от Берлинския университет, а след това се завръща в университета в Осло, където работи от 1925 до 1964 г. През 1934 г. става професор.
Работата му е прекъсната през октомври 1943 г., когато той и други служители на университета са арестувани от Националното единение и предадени на окупационните власти затова, че са заподозрени в подпомагане на съпротивата. Прекарва известно време в няколко затворнически лагера и е пуснат на свобода през ноември 1944 г.
През 1960 г. е посветен в ордена на Свети Олаф.

## Научна дейност
Първоначално Хасъл се фокусира върху неорганичната химия, но след 1930 г. работата му се концентрира върху проблемите, свързани с молекулярната структура, в частност структурата на циклохексана и производните му. Той въвежда в норвежката научна общност понятията за електрически диполен момент и електронна дифракция. Най-известен става с работата си по триизмерната молекулярна геометрия. След средата на 1950-те години изследванията му касаят главно структурата на органичните халогенни съединения. Той изследва пръстеновидните въглеродни молекули, за които подозира, че заемат три измерения, вместо две, както е широко прието по това време. Използвайки броя химични връзки между въглеродните и водородните атоми, Хасъл демонстрира невъзможността молекулите да съществуват само в една равнина. Това му откритие му спечелва Нобелова награда за химия през 1969 г., която той споделя с Дерек Бартън.